# Megfontolt Erő hadművelet
A Megfontolt erő hadművelet (angolul: Operation Deliberate Force) az Észak-atlanti Szerződés Szervezete (NATO) az Egyesült Nemzetek Szervezete Védelmi Erői (UNPROFOR) szárazföldi hadműveleteivel összhangban folytatott légi hadjárata volt, amellyel aláásta ENSZ által kijelölt biztonsági övezeteket fenyegető és megtámadó Boszniai Szerb Köztársaság hadseregének (VRS) katonai potenciálját Bosznia-Hercegovinában a boszniai háború idején. A beavatkozást főként a srebrenicai és a markalei mészárlásokkal idézték elő, de a NATO hadművelet elindítására vonatkozó döntés mögötti közvetlen ösztönző tényezőnek a szarajevói Markale piactér elleni 1995. augusztus 28-iki VRS tüzérségi támadást tekintik.
A műveletet 1995. augusztus 30. és szeptember 20. között hajtották végre, 15 nemzetből odavezényelt 400 repülőgép és 5000 katona bevonásával. A Leighton W. Smith Jr. admirális parancsnoksága alatti hadjárat 338 boszniai szerb célpontot támadott, amelyek közül sokat megsemmisítettek. A művelet során összesen 1026 bombát dobtak le, amelyek közül 708 volt precíziós irányítású. 19 alkalommal, Szarajevó és Han Pijesak környéki célpontok ellen, szegényített urántartalmú lőszert használtak.
A hadművelet nagyjából a Horvát Hadsereg (HV), a Bosznia-Hercegovinai Köztársaság Hadserege (ARBiH) és a Horvát Védelmi Tanács (HVO) Misztrál 2 hadműveletével egy időben zajlott, amelyet Nyugat-Bosznia területén a Boszniai Szerb Köztársaság hadserege ellen indítottak. A hadjárat feloldotta Szarajevó ostromát is, ami a helyzet tárgyalásos rendezéshez vezetett.

## Előzmények
A boszniai háború egy nemzetközi fegyveres konfliktus volt, amely 1992 áprilisa és 1995 decembere között zajlott Bosznia-Hercegovinában. 1992 októberében, a boszniai háború kezdetén a civilek elleni háborús bűnök miatt lakossági nyomásra az Egyesült Nemzetek Szervezete Biztonsági Tanácsa 1992. február 21-én elfogadta a 743. számú határozatot, amely létrehozta az Egyesült Nemzetek Védelmi Erőit (UNPROFOR). Az UNPROFOR megbízatása az volt, hogy életben tartsa a lakosságot, és humanitárius segélyt szállítson a menekülteknek Boszniában a háború végéig.
A kilakut boszniai menekültügyi és humanitárius válságra válaszul a Biztonsági Tanács elfogadta a 781. számú határozatot. Ez a határozat megtiltotta a jogosulatlan katonai repüléseket a boszniai légtérben. A határozatot követően a NATO megkezdte a Sky Monitor hadműveletet, amelynek során a NATO-erők figyelték a repülési tilalmi zóna megsértését anélkül, hogy bármilyen katonai lépést tettek volna a megsértőkkel szemben. 1993 áprilisáig a NATO-erők a repüléstilalmi zóna több mint 500 megsértését dokumentálták. Válaszul a boszniai légteret érintő „kirívó” megsértésekre az ENSZ Biztonsági Tanácsa meghozta a 816. számú határozatot. Míg a 781-es határozat csak a katonai repülést tiltotta, a 816-os határozat tiltott minden repülést a boszniai légtérben, kivéve azokat, amelyeket az ENSZ zágrábi Repülési Koordinációs Központja kifejezetten engedélyez. A határozat arra is felhatalmazta az ENSZ tagállamait, hogy „tegyenek meg minden szükséges intézkedést... a repüléstilalmi övezetre vonatkozó korlátozások betartásának biztosítására”. Erre az állásfoglalásra válaszul a NATO 1993. április 12-én megkezdte a Deny Flight hadműveletet, amelynek feladata a repülési tilalmi zóna betartatása volt, egyúttal lehetővé tette a repüléstilalmi zóna megsértőivel szembeni fellépést. A helyszínen lévő szerb erők azonban továbbra is támadták az ENSZ biztonsági övezeteit Boszniában, és az ENSZ békefenntartói nem tudtak visszavágni, mivel erre nem adott felhatalmazást a határozat. Június 4-én az Egyesült Nemzetek Biztonsági Tanácsa elfogadta a 836. számú határozatot, amely felhatalmazta az UNPROFOR erő alkalmazását a kijelölt biztonsági zónák védelmére. A NATO és a Nyugat-Európai Unió (WEU) tengeri blokádja, a Sharp Guard hadművelet az Adriai-tengeren, a NATO és a WEU közös ülésén június 8-án került jóváhagyásra, és június 15-én kezdődött.
1994. február 6-án, egy nappal az első markalei piaci mészárlás után, Butrosz Butrosz-Gáli ENSZ-főtitkár hivatalosan felkérte a NATO-t, hogy hajtsanak végre azonnali légicsapásokat. Február 9-én, az ENSZ kérésének megfelelően, a NATO felhatalmazta a Szövetséges Erők Dél-Európai Parancsnokságának (CINCSOUTH) vezetőjét, Jeremy Boorda amerikai admirálist, hogy indítson légicsapásokat a Szarajevóban és környékén telepített boszniai szerb tüzérségi és aknavetős állások ellen, amelyeket az UNPROFOR felelősnek ítélt a polgári célpontok elleni támadásokért. A légicsapások alkalmazását csak Görögország nem támogatta, de nem vétózta meg a javaslatot. A tanács a február 9-i ülésen ultimátumot is intézett a boszniai szerbekhez, amelyben azt követelték, hogy a szerbek február 20-án éjfélig távolítsák el nehézfegyvereiket Szarajevó környékéről, különben légicsapásokkal kell szembenézniük. Az ultimátum teljesítése körül azonban némi zűrzavar támadt, mert Boross Péter magyar miniszterelnök bejelentette, hogy légicsapások esetén Magyarország légterét lezárják a NATO-repülőgépek elől. 1994. február 12-én Szarajevó 22 hónapja (1992 áprilisa óta) első támadásmentes napját élte.
Február 28-án a Deny Flight hadművelet keretében működő NATO-pilóták az úgynevezett Banja Luka-i incidensben lelőttek négy boszniai szerb repülőgépet, mert megsértették a repülési tilalmat. A NATO történetében ez volt az első harci művelet.
Március 12-én az UNPROFOR benyújtotta első NATO légi támogatási kérelmét, de a jóváhagyási folyamathoz kapcsolódó számos késedelem miatt a közeli légi támogatást nem alkalmazták. 1994. április 10-én és 11-én az UNPROFOR légicsapásokat kért Goražde biztonsági övezetének védelmére, aminek eredményeként két amerikai F–16-os repülőgép bombázta a boszniai szerb katonai parancsnoki álláspontot Goražde közelében. Ez volt az első alkalom a NATO történetében, hogy repülőgépekkel támadott földi célpontokat. Ezt követően a boszniai szerbek április 14-én 150 ENSZ békefenntartót ejtettek túszul. Április 16-án a boszniai szerb erők Goražde felett lelőttek egy brit Sea Harriert. Április 29-én a az UNPROFOR részeként Boszniában békefenntartó szolgálatot teljesítő dán kontingens (Nordbat 2) Tuzlában található északi zászlóalját Kalesija falunál lesből a szerb Šekovići dandár támadása érte, amikor megpróbált felmenteni egy Tango 2 hívójelű svéd megfigyelőállomást, amelyet a boszniai szerb tüzérség vett tűz alá. A támadást az ENSZ-erők heves tűzzel viszonozták, és az úgynevezett Bøllebank hadműveletben a támadókat szétverték.
Augusztus 5-én, miután a szerbek lefoglalták az ENSZ-csapatok által korábban lefoglalt nehézfegyvereket, és megtámadtak egy ENSZ-helikoptert az UNPROFOR kérésére két amerikai A-10 Thunderbolt Szarajevó közelében megtámadott egy boszniai szerb páncéltörő járművet. Ezt követően a szerbek beleegyeztek, hogy visszaadják a megmaradt nehézfegyvereket. 1994. szeptember 22-én a NATO repülőgépei az UNPROFOR kérésére légicsapást mértek egy boszniai szerb harckocsira.
1995. május 25–26-án a tilalmi zónák megsértése és a biztonsági övezetek ágyúzása után a NATO repülőgépei légicsapásokat mértek a boszniai szerb lőszerraktárakra Palénál. Megtorlásul a boszniai szerbek 370 ENSZ-békefenntartót ejtettek túszul Boszniában, majd hogy megakadályozzák a további légicsapásokat, emberi pajzsként használták őket potenciális célpontoknál. Június 2-án a Deny Flight hadművelet keretében az Egyesült Államok légierejének két F–16-os repülőgépét küldték járőrözésre Bosznia fölé. Járőrözés közben a Scott O'Grady kapitány által irányított F–16-ost egy boszniai szerb 2K12 Kub föld-levegő rakétával lelőtték. O'Grady az ellenséges terület felett kénytelen volt katapultálni a repülőgépből. Hat nappal később a USS Kearsarge 24. tengerészgyalogos expedíciós egység amerikai tengerészgyalogosai mentették ki szorult helyzetéből. Az esemény Mrkonjić Grad-i incidensként vonult be a hadtörténelembe.
Július 11-én a NATO repülőgépei az Egyesült Nemzetek Szervezete által azonosított, szerb ellenőrzés alatt álló célpontokat támadtak kelet-boszniai Srebrenica területén. A támadás válasz volt arra, hogy a boszniai szerb erők korábban benyomultak az ENSZ által biztonsági övezetnek nyilvánított srebrenicai területre. Ratko Mladić a boszniai szerb erők parancsnoka megtorlásul 50 ENSZ-békefenntartó megölésével fenyegetőzött, akiket korábban túszként fogtak el, továbbá fenyegetőzött a srebrenicai muzulmán lakosság ágyúzásával is, ha a NATO légicsapásai folytatódnak. Az ENSZ békefenntartói leállították a légicsapásokat, és beleegyeztek abba, hogy kivonulnak Srebrenicából, mivel a boszniai szerbek megígérték, hogy gondoskodnak a muszlim lakosságról. A Mladić vezette VRS-erők a srebrenicai mészárlásban a következő két hétben több mint 8000 bosnyákot, főleg férfiakat és fiúkat öltek meg, amely máig a legbrutálisabb népirtás volt Európában a második világháború óta.
Az Észak-atlanti Tanács július 25-én engedélyezte azt a katonai műveletet, amelynek célja a Goražde biztonsági övezete elleni támadás elrettenése volt. A NATO légierejének felhasználásával fenyegetőzött arra az esetre, ha ezt a biztonsági övezetet fenyegetik vagy megtámadják. Augusztus 1-jén a tanács hasonló határozatokat hozott, amelyek célja a Szarajevó, Bihács és Tuzla biztonsági övezetei elleni támadások elrettentése volt. Augusztus 4-én a NATO repülőgépei légicsapásokat mértek az udbinai repülőtér és a horvátországi Knin közelében telepített horvátországi szerb légvédelmi radarokra. Augusztus 10-én a Szövetséges Erők Dél-Európai Parancsnoksága (CINCSOUTH) és az UNPROFOR együttműködési megállapodást kötöttek a légicsapások végrehajtásáról.

## A hadművelet
Augusztus 30-án a NATO főtitkára bejelentette az UNPROFOR gyorsreagálású erők tüzérségi támadásaival támogatott légicsapások megkezdését. Bár az Észak-atlanti Tanács már 1995 júliusában megtervezte és jóváhagyta, a műveletet csak az 1995. augusztus 28-iki második markalei vérengzésre adott közvetlen válaszként indították el. A légi hadjáratban 400 NATO-repülő vett részt. Összességében 3515 bevetést hajtottak végre, és összesen 1026 bombát dobtak le 338 boszniai szerb célpontra, amelyek 48 komplexumban helyezkedtek el. A NATO-repülőgépek célpontjaik 97%-át eltalálták, és több mint 80%-ukat súlyosan megrongálták. A ledobott bombák közül 708 precíziós irányítású lőszer volt. A hadműveletbe bevont repülőgépek olasz légibázisokról, főként az Aviano Légibázisról, valamint az Adriai-tengeren cirkáló amerikai USS Theodore Roosevelt és USS America, valamint a francia Foch és Clemenceau repülőgép-hordozókról indultak. A VRS integrált légvédelmi hálózata, amely repülőgépekből és föld-levegő rakétákból (SAM) állt, nagy fenyegetést jelentett a NATO légi műveletei számára. A Német Légierő először hajtott végre akciót a hadművelet során. A nyolc ECR Tornado kíséretében bevetett hat Tornado interdictor-strike (IDS) verziójú gép szerb célpontokat jelölt ki Szarajevó környékén az ENSZ Gyorsreagálású Erők tüzérsége számára.

## A Gyorsreagálású Erők
A korábbi eredménytelenség és a szerb félnek a békefenntartókkal szembeni ellenállása miatt csalódva a nyugati hatalmak Jacques Chirac francia elnök vezetésével úgy döntöttek, hogy a nyugati diplomáciai erőfeszítések támogatására elrettentő erőt helyeznek el az országban. Franciaország, az Egyesült Királyság és az Egyesült Államok úgy döntött, hogy többnemzetiségű (MN) dandárt küld Szarajevó térségébe (Igman-hegy), amelyet egy repülődandár és egy tartalékban lévő páncélos zászlóalj támogat. Az MN-dandár 4000 katonából állt (2000 francia, 1500 brit, 500 holland).
A haderő létrehozását az ENSZ 1995. június 16-iki 998. határozata engedélyezte.
Az Andre Soubirou francia tábornok parancsnoksága alatt álló MN-dandár 1995 augusztusától működött az Igman-hegyen. Fő hadereje egy vegyes tüzérezredből állt (francia tüzérüteg nyolc 155 mm-es AUF1 tarackkal, brit tüzérüteg tizenkét 105 mm-es könnyű ágyúval, valamint egy francia és holland 120 mm-es tüzérszázad). Bár az MN tüzérség a markalei piaci mészárlás előtt és után is működött, a fő bevetése 1995. augusztus 28-án és 29-én volt, amikor 1070 lövedéket lőttek ki szerb állásokra (305 155 mm-es lövedék, 408 120 mm-es, 357 105 mm-es lövedék). Ez a tüzérségi egység az Igman-hegyen telepített UNPROFOR része volt, hogy szerb tüzérségi állásokra mért csapásokkal támogassa a NATO repülőgépeit.
Augusztus 30-án egy boszniai szerb vállról indítható SAM rakétavetővel Pale közelében lelőtt egy francia Mirage 2000N repülőgépet. Szeptember 1-jén a NATO és az ENSZ követelte a szerbektől Szarajevói ostromának feloldását, a nehézfegyverek eltávolítását a Szarajevó körüli nehézfegyverzeti tilalmi övezetből, és az ENSZ többi biztonsági övezetének teljes biztonságát. A NATO leállította a légitámadásokat, és ultimátumot adott a boszniai szerb vezetőknek. A határidő szeptember 4 volt. Miután a boszniai szerbek nem teljesítették az ultimátumot 1995. szeptember 5-én a NATO újraindította a légi támadásokat a boszniai szerb állások ellen Szarajevó környékén és a paléi boszniai szerb főhadiszállás közelében. Szeptember 10-én éjszaka a USS Normandy Ticonderoga osztályú cirkáló Tomahawk rakétacsapást intézett az Adriai-tenger középső részéből a Banja Luka melletti Lisinánál található kulcsfontosságú légvédelmi rádiótorony ellen, míg az amerikai légierő F-15E és az amerikai haditengerészet F. /A-18 vadászbombázói körülbelül egy tucat precíziós irányítású bombával találták el ugyanazokat a célokat, az F–16-osok pedig Maverick rakétákkal támadtak.
Szeptember 14-én felfüggesztették a NATO légicsapásait, lehetővé téve a boszniai szerbekkel kötött megállapodás végrehajtását, amely magában foglalja a nehézfegyverek kivonását a szarajevói tilalmi övezetből. A kezdeti 72 órás felfüggesztést végül 114 órára hosszabbították meg. Végül szeptember 20-án Bernard Janvier tábornok (UNPF parancsnok) és Leighton W. Smith Jr. tengernagy (CINCSOUTH) egyetértett abban, hogy a légicsapások újraindítása nem szükséges, mivel a boszniai szerbek teljesítették az ENSZ által meghatározott feltételeket, és így a műveletet befejezték.

## Következmények
A két francia repülőt, akiket azután fogtak el, hogy Mirage 2000N gépüket a boszniai szerb erők 1995. augusztus 30-án lelőtték, Jose Souvignet hadnagyot és Frederic Chiffot századost csak a boszniai háború végén, 1995. december 12-én engedték szabadon. Miután kiengedték őket, azt mondták az újságíróknak, hogy a fogságban jól bántak velük.
1995 decemberében a NATO az IFOR részeként 60 000 fős békefenntartó erőt küldött Boszniába, hogy érvényt szerezzen a daytoni békeszerződésnek, hogy biztosítsa a békét és megakadályozza a három hadviselő csoport közötti újbóli ellenségeskedést. 1996 decemberében az IFOR helyett a daytoni békemegállapodás érvényre juttatása érdekében létrehozták a NATO vezette SFOR-t. Az SFOR megbizatása 2004 decemberéig tartott, amikor az EUFOR Althea váltotta fel.

## Fordítás
- Ez a szócikk részben vagy egészben  az   Operation Deliberate Force című angol Wikipédia-szócikk ezen változatának fordításán alapul.  Az eredeti cikk szerkesztőit annak laptörténete sorolja fel. Ez a jelzés csupán a megfogalmazás eredetét és a szerzői jogokat jelzi, nem szolgál a cikkben szereplő információk forrásmegjelöléseként.